# Cayutué-La Viguería
Cayutué-La Viguería es un campo volcánico pequeño, que consta de una veintena de lagos y un maar, ubicado en la parte sur de Chile, a unos 70 km al noreste de Puerto Montt. Las formaciones volcánicas individuales están dispuestas a lo largo del sistema de fallas norte-sur. Las cuencas rocosas predominan en las formaciones rocosas. La última erupción ocurrió hace unos 3000 años.

## Lista de formas volcánicas por Cayutué-La Viguería

### Conos Trocken
- Cabeza de Vaca
- El Magneto
- La Viguería
- Pocoihuen
- Rollizos
- Sin Nombre
- Volcán Cayutué

### Maar
- Pichi Laguna